# يسبر فاست
يسبر فاست (بالسويدية: Jesper Fasth)‏ هو لاعب هوكي الجليد سويدي، ولد في 2 ديسمبر 1991 في Nässjö ‏ في السويد.

## وصلات خارجية
- يسبر فاست على موقع دوري الهوكي الوطني (الإنجليزية)
- يسبر فاست على موقع قاعة مشاهير الهوكي (لاعب أن.إتش.أل) (الإنجليزية)
- يسبر فاست على موقع EliteProspects.com (الإنجليزية)
- يسبر فاست على موقع Eurohockey.com (الإنجليزية)
- يسبر فاست على موقع HockeyDB.com (الإنجليزية)
- يسبر فاست على موقع Hockey-Reference.com (الإنجليزية)